# Chiesa russa ortodossa di San Nicola
La chiesa russa ortodossa di San Nicola è un luogo di culto ortodosso di Nizza, nel dipartimento delle Alpi Marittime.

## Storia e descrizione
La chiesa fu costruita nel 1912 grazie all'apporto dello zar Nicola II di Russia che commissionò la realizzazione della più grande cattedrale ortodossa russa al di fuori della Russia per venire incontro alla grande affluenza di nobili russi che nel XIX secolo si recavano a Nizza per evitare i rigori dell'inverno russo. Il progetto della chiesa si rifà alla cattedrale di San Basilio sulla piazza Rossa a Mosca, nonostante la chiesa nizzarda non sfoggi sulle cupole i colori vivaci della chiesa moscovita.